# Murderdolls
Murderdolls war eine US-amerikanische Glam-Metal- und Horrorpunk-Supergroup.

## Geschichte
1994 gründete Joey Jordison eine Band namens The Rejects. 1999 lernte er auf einer Slipknot-Tour Tod Rex „Tripp Eisen“ Salvador kennen, der für die Vorband Dope und später auch bei Static-X spielte. Aus den Rejects entwickelten sich so die Murderdolls und 2001 wurde mit Wednesday 13 ein Sänger gefunden. Zur Livebesetzung der Murderdolls gehörten noch der Bassist Eric Griffin und der Schlagzeuger Ben Graves. Später verließ Tripp Eisen die Band, wofür als Ersatz Acey Slade hinzukam. In dem Video zu Dead in Hollywood spielt Marilyn Manson eine Gastrolle.
2002 veröffentlichten Murderdolls das Debütalbum Beyond the Valley of the Murderdolls bei Roadrunner Records. Der Großteil der darauf veröffentlichten Lieder waren neu eingespielte und leicht veränderte Lieder der Frankenstein Drag Queens from Planet 13, der vorherigen Gruppe von Wednesday 13. Anschließend folgte bis 2004 eine ausgedehnte Tour.
Danach pausierte Joey Jordison zugunsten von Slipknot. Wednesday 13 veröffentlichte daraufhin drei Soloalben, die stilistisch stark an die Murderdolls angelehnt sind. Weitere Mitglieder der Murderdolls waren zudem in der Band Trashlight Vision aktiv, die sich nach einem Album jedoch wieder auflöste.
Obwohl sowohl Joey Jordison, als auch Wednesday 13 stets betonten, bei den Murderdolls handele es sich um eine richtige Band und nicht um ein bloßes Projekt, pausierte die Gruppe bis 2010. Im März 2010 wurde die Veröffentlichung eines neuen Studioalbums mit dem Titel Women and Children last (dt. Frauen und Kinder zuletzt) für den Sommer des gleichen Jahres bekannt gegeben. Begleitet von wohlwollenden Kritiken erschien dieses schließlich Ende August.
Im Juli 2013 gab Jordison in einem Interview bekannt, dass Murderdolls keine weiteren Lieder mehr aufnehmen werden. Stattdessen startete er ein neues Band-Projekt mit dem Namen Scar the Martyr. Die weiteren Mitglieder der Band sind Henry Derek, Chris Vrenna (Nine Inch Nails), Jed Simon (Strapping Young Lad) und Kris Norris (Darkest Hour).

## Diskografie

### Alben
- 2002: Beyond the Valley of the Murderdolls
- 2010: Women and Children Last
- 2020: White Wedding

### EPs
- 2002: Right to Remain Violent

### Singles
- 2002: Dead in Hollywood
- 2003: White Wedding
- 2010: My Dark Place Alone
- 2010: Chapel of Blood
- 2010: Nowhere